# قلمروهای ادغام شده سازماندهی شده ایالات متحده

رشد سرزمینی ایالات متحده از ۱۸۱۰ تا ۱۹۲۰

قلمروهای های شامل سازماندهی شده سرزمین‌های ایالات متحده بود که هم شامل (بخشی از ایالات متحده) و هم سازماندهی شده (دارای یک دولت سازمان یافته مجاز با یک عمل ارگانیک تصویب شده توسط کنگره ایالات متحده، که معمولاً متشکل از یک قانونگذار ارضی، فرماندار سرزمینی، و یک سیستم قضایی پایه بود) بودند. از سال ۱۹۵۹ چنین سرزمینی دیگر وجود ندارند.
مناطقی که طبق قانون اساسی ایالات متحده علاوه بر سیزده اصل به عنوان ایالت پذیرفته شده اند (اغلب) قبل از پذیرش ، قلمروها یا قسمتهایی از سرزمین های از این دست بوداند. با رشد ایالات متحده، پرجمعیت ترین بخشهای قلمرو سازمان یافته به ایالت تبدیل شدند. برخی از سرزمین ها تنها مدت کوتاهی قبل از تبدیل شدن به ایالت وجود داشته اند، در حالی که برخی دیگر برای چندین دهه قلمرو باقی مانده اند. کوتاهترین عمر قلمرو آلاباما در دو سال بود، در حالی که قلمرو نیومکزیکو و قلمرو هاوایی هر یک بیش از ۵۰ سال دوام آوردند.

## تاریخچه
از۵۰ ایالت کنونی ایالات متحده، ۳۱ ایالت در زمانی بخشی ازیکی از قلمروهای سازمان یافته ایالات متحده بودند. علاوه بر ۱۳ حالت اولیه، شش ایالت بعدی هرگز وجود نداشتند. کنتاکی، مین و ویرجینیای غربی هر کدام از ایالت های موجود جدا شدند. تگزاس و ورمونت هر دو پس از داشتن ایالت های مستقل وارد اتحادیه شدند (که در مورد ورمونت حاکمیت دفاکتو بود، و منطقه توسط نیویورک مورد ادعا بود). کالیفرنیا جزو معدود ایالت هایی بود که از قلمروهای غیرسازمان یافته ایجاد شده که در سال ۱۸۴۸ در پایان جنگ مکزیک و آمریکا به ایالات متحده واگذار شد.

## وضعیت فعلی
از سال ۱۹۵۹، هیچ منطقه ای از ایالات متحده که به طور رسمی توسط یک قانون ارگانیک سازماندهی شده باشد وجود ندارد. هنگامی که هاوایی در سال ۱۹۵۹ به عنوان یک ایالت پذیرفته شد ، قانون پذیرش هاوایی به طور خاص جزیره پالمیرا را که بخشی از قلمرو هاوایی بود را حذف کرد، و پالمیرا امروز به عنوان تنها قلمرو ایالات متحده ، قلمرو ایالات متحده جزیره پالمیرا ، باقی مانده است. اگرچه هنوز مالکان زمین خصوصی دارد، پالمیرا خالی از سکنه است و هیچ دولت جزیره پالمیرا تحت کنگره سازماندهی نشده است. پالمیرا در حال حاضر به عنوان منطقه ای توسط وزارت کشور ایالات متحده اداره می‌شود. همه مناطق دیگر آمریکا به غیر از پالمیرا، ثبت نشده (به این معنی که آنها به طور کامل نه بخشی از ایالات متحده و تمام جنبه های نه قانون اساسی ایالات متحده به صورت خودکار اعمال)، در حالی که دیگر سرزمین های سابق گنجانیده (مگر پالمیرا جزیره) در حال حاضر می گوید. در حالی که منطقه کلمبیا شبیه به یک قلمرو ادغام شده سازمان یافته عمل می کند، با قوانین کاملاً متفاوت قانون اساسی ایالات متحده به عنوان یک منطقه فدرال اداره می شود.